# مکتب نیاوران
مکتب نیاوران نامی است که یوسفعلی اباذری به گروهی منسجم از اقتصاددانان ایرانی معتقد به سیاست‌های اقتصاد آزاد داده است که در دو دهه ابتدایی بعد از انقلاب ۵۷ با حضور در سازمان برنامه و بودجه، مسئولیت تنظیم برنامه‌های اول تا سوم توسعه کشور را بر عهده داشته و سیاست‌های تعدیل ساختاری و خصوصی‌سازی را برای اقتصاد ایران تجویز کردند. این گروه چندین نهاد آموزشی و دانشگاهی در جهت تربیت نیروهای اجرایی و فکری معتقد به اصول اقتصاد بازار آزاد در زمینه مدیریت و اقتصاد تأسیس کردند. نام مکتب نیاوران، برگرفته از نام مستعار یکی از همین نهادها یعنی مؤسسه عالی آموزش و پژوهش مدیریت و برنامه‌ریزی موسوم به مؤسسه نیاوران است.